# گریگوری هاوس
گریگوری هاوس یک شخصیت تخیلی و قهرمان اصلی سریال درام پزشکی آمریکایی هاوس است. او که توسط دیوید شور خلق شده و توسط بازیگر انگلیسی هیو لوری به تصویر کشیده شده است، رهبری تیمی از متخصصان تشخیص را بر عهده دارد و رئیس پزشکی تشخیصی در بیمارستان آموزشی تخیلی پرینستون-پلینزبورو در پرینستون، نیوجرسی است.  شخصیت هاوس به عنوان یک مردم ستیز، بدبین، خودشیفته و بدخلق توصیف شده است. 
در این سریال، رویکردهای تشخیصی نامتعارف، انگیزه های درمانی افراطی، عقلانیت استوار شخصیت اصلی، منجر به درگیری های زیادی بین او و همکارانش شده است.  هاوس همچنین به عنوان پزشکی فاقد همدردی با بیمارانش به تصویر کشیده می شود، رفتاری که به او امکان می دهد تا معماهای بیمارگونه را در تشخیص و درمان بیماری حل کند. این شخصیت تا حدی بر اساس شخصیت شرلوک هلمز ساخته شده است.  
بخشی از طرح سریال بر استفاده همیشگی هاوس از داروی ویکودین برای مدیریت درد ناشی از انفارکتوس ساق پا متمرکز است که چند سال قبل، عضله چهارسر ران او را درگیر می کند؛ آسیبی که او را مجبور می کند با عصا راه برود. این وابستگی  یکی از شباهت‌های فراوان با هولمز علاوه دبر خصوصیات فردی دیگر وی است که به‌طور معمول کوکائین و سایر مواد مخدر مصرف می‌کرد. 
این شخصیت به‌طور کلی نقدهای مثبتی دریافت کرد و در چندین لیست "بهترین ها" قرار گرفت.   تام شیلز از واشینگتن پست، هاوس را «پر انرژی ترین شخصیتی است که در چند سال اخیر به تلویزیون رسیده است» معرفی کرد.  هیو لوری برای ایفای نقش خود جوایز مختلفی از جمله دو جایزه گلدن گلوب برای بهترین بازیگر مرد سریال تلویزیونی - درام، دو جایزه انجمن بازیگران سینما برای بهترین بازیگر مرد از سریال‌های درام، دو جایزه ماهواره‌ای برای بهترین بازیگر مرد در یک سریال تلویزیونی  دریافت کرد. جوایز TCA برای دستاوردهای فردی در درام و در مجموع شش نامزدی جوایز امی ساعات پربیننده (Primetime Emmy) را برای بازیگر نقش اول سریال درام دریافت کرده است.

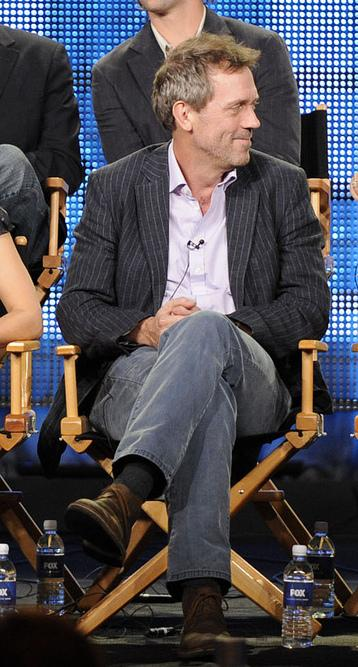
هیو لوری (تصویر)، که هاوس را به تصویر می کشد.

## مراجع
1. ↑  "House, M.D." Tioti.com. Archived from the original on October 12, 2007.
2. ↑  "'Refugee' Tops 'Desperation' and 'Camp Cupcake' as Top Television Buzzword of the 2005". The Global Language Monitor. June 18, 2008. Archived from the original on May 15, 2013. Retrieved March 17, 2013.
3. ↑  Kristine, Diane (April 23, 2007). "Ending Season Three With a Bang? An Interview with House Writer Lawrence Kaplow". Blog Critics. Archived from the original on November 23, 2015. Retrieved February 20, 2016.
4. ↑  O'Hare, Kate (January 5, 2005). "Builder keeps adding on to "House" for Fox". Seattletimes. Archived from the original on March 7, 2016. Retrieved February 20, 2016.
5. ↑  "House and Holmes parallels". Radio Times. BBC Magazines. January 2006. p. 57. Archived from the original on September 9, 2009.
6. ↑  Jericho, Arachne (May 31, 2008). "A House, MD and Sherlock Holmes Special: Predicting House Season Five Based On the Sherlock Holmes Canon". Holmesian Derivations, A 21st century look at Sherlock Holmes. Archived from the original on September 13, 2008. Retrieved September 27, 2008.
7. ↑  Davies, Hugh (November 20, 2004). "Dr. Laurie has viewers of US TV in stitches". The Daily Telegraph. p. N9.
8. ↑  Bianco, Robert (November 16, 2004). "There's a doctor worth watching in 'House'". USA Today. p. D1. Archived from the original on February 10, 2009. Retrieved December 30, 2006.
9. ↑  Shales, Tom (November 16, 2004). "'House': Watching Is the Best Medicine". The Washington Post. Archived from the original on November 6, 2012. Retrieved December 30, 2006.

## لینک های خارجی
- گریگوری هاوس در تلویزیون IV
- دکتر هاوس با الگوبرداری از شرلوک هلمز

الگو:House (TV series)